# AIF1
AIF1 (англ. Allograft inflammatory factor 1) – білок, який кодується однойменним геном, розташованим у людей на короткому плечі 6-ї хромосоми. Довжина поліпептидного ланцюга білка становить 147 амінокислот, а молекулярна маса — 16 703.
| 10         |  | 20         |  | 30         |  | 40         |  | 50         |
| ---------- |  | ---------- |  | ---------- |  | ---------- |  | ---------- |
| MSQTRDLQGG |  | KAFGLLKAQQ |  | EERLDEINKQ |  | FLDDPKYSSD |  | EDLPSKLEGF |
| KEKYMEFDLN |  | GNGDIDIMSL |  | KRMLEKLGVP |  | KTHLELKKLI |  | GEVSSGSGET |
| FSYPDFLRMM |  | LGKRSAILKM |  | ILMYEEKARE |  | KEKPTGPPAK |  | KAISELP    |

A: Аланін

D: Аспарагінова кислота

E: Глутамінова кислота

F: Фенілаланін

G: Гліцин

H: Гістидин

I: Ізолейцин

K: Лізин

L: Лейцин

M: Метіонін

N: Аспарагін

P: Пролін

Q: Глутамін

R: Аргінін

S: Серин

T: Треонін

V: Валін

Кодований геном білок за функцією належить до фосфопротеїнів. 
Задіяний у таких біологічних процесах, як ацетилювання, альтернативний сплайсинг. 
Білок має сайт для зв'язування з молекулою актину, іонами металів, іоном кальцію. 
Локалізований у клітинній мембрані, цитоплазмі, цитоскелеті, мембрані, клітинних відростках.